# Splunk
Splunk — це американська транснаціональна корпорація з штаб-квартирою в Сан-Франциско, Каліфорнія, яка виробляє програмне забезпечення для пошуку, моніторингу та аналізу великих даних згенерованих машинами, через вебінтерфейс.
Splunk (продукт) збирає, індексує, та зіставляє дані в реальному часі в репозиторій, з якого можна отримувати результати пошуку, звіти, повідомлення, панелі інструментів та візуалізації.
Місія компанії Splunk полягає в тому аби зробити машинні дані доступними для організації, виявляючи шаблони в даних, надаючи метрики, діагностуючи проблеми, та надаючи аналітику для операційної діяльності. Splunk горизонтальна технологія, яка використовується для керування життєвим циклом застосунку, забезпечення безпеки, забезпечення відповідності регуляторним вимогам, і для бізнес та вебаналітики. На початок 2016, Splunk мав більше ніж 10,000 клієнтів по всьому світу.
Splunk базується в Сан-Франциско, і має регіональні офіси в Європі, на Близькому сході, в Африці, Азії та Австралії.

## Історія
Майкл Баум, Роб Дас та Ерік Свон заснували Splunk Inc разом у 2003. Венчурні фірми August Capital, Seven Rosen, Ignition Partners та JK&B Capital підтримали компанію.
У 2007 році Splunk отримав фінансування на 40 млн. дол. та став прибутковим у 2009 році. У 2012 Splunk розмістив акції, які торгуються NASDAQ під символом SPLK.

### Хронологія версій
Splunk 3.0 було випущено 6 серпня 2007, Splunk 4.0 — 21 липня 2009, Splunk 5.0 — 30 жовтня 2012, Splunk 6.0 — 1 жовтня 2013 та Splunk 7.0.0 — 26 вересня 2017.
| Версія | Випущено першу версію | Остання версія | Дата випуску | Статус           |
| ------ | --------------------- | -------------- | ------------ | ---------------- |
| 3.0    | 2007-08-06            | 3.4.13         | 2009-06-01   | Не підтримується |
| 4.0    | 2009-07-21            | 4.3.7          | 2012-01-10   | Не підтримується |
| 5.0    | 2012-10-30            | 5.0.18         | 2017-02-27   | Не підтримується |
| 6.0    | 2013-10-01            | 6.6.10         | 2018-09-07   | Ще підтримується |
| 7.0    | 2017-09-26            | 7.2.4          | 2019-02-07   | Остання          |

## Зноски
1. ↑  Global LEI index
2. ↑  How Splunk Is Riding IT Search Toward an IPO — Tech News and Analysis. Gigaom.com. 17 грудня 2010. Архів оригіналу за 20 серпня 2011. Процитовано 22 квітня 2013. [Архівовано 2011-08-20 у Wayback Machine.]
3. ↑  Start-Ups Aim to Help Tame Corporate Data, Pui-Wing Tam, Wall Street Journal, September 08, 2009. Архів оригіналу за 14 серпня 2020. Процитовано 21 серпня 2017.
4. ↑  Woods, Dan (6 січня 2011). Business Intelligence and the Data Center. citoresearch.com. Архів оригіналу за 20 березня 2012. [Архівовано 2012-03-20 у Wayback Machine.]
5. ↑  Central, CIO (15 грудня 2010). How CIOs Should Be Helping Marketers. Forbes. Архів оригіналу за 30 січня 2011. Процитовано 21 серпня 2017.
6. ↑  Splunk Inc. Announces Fiscal Third Quarter 2016 Financial Results. Splunk. 19 листопада 2015. Архів оригіналу за 3 січня 2016. Процитовано 8 березня 2016.
7. ↑  Data Center Search Party: ComputerWorld. Архів оригіналу за 29 жовтня 2013. Процитовано 21 серпня 2017. [Архівовано 2013-10-29 у Wayback Machine.]
8. ↑  [Splunk search engine raises US$25 million, IT PRO 12 Sep 2007. Архів оригіналу за 30 вересня 2011. Процитовано 21 серпня 2017. Splunk search engine raises US$25 million, IT PRO 12 Sep 2007]
9. ↑  IT search company Splunk reaches profitability. VentureBeat. Архів оригіналу за 19 липня 2011. Процитовано 22 квітня 2013.
10. ↑  Rusli, Evelyn (19 квітня 2012). Splunk Soars as Investors Embrace Data Boom. The New York Times. Архів оригіналу за 10 вересня 2015. Процитовано 8 березня 2016.
11. ↑  Meet Splunk 4.3 - Splunk Documentation. docs.splunk.com (англ.). Процитовано 4 травня 2018.
12. ↑  Meet Splunk 5.0 - Splunk Documentation. docs.splunk.com (англ.). Процитовано 4 травня 2018.
13. ↑  Welcome to Splunk Enterprise 6.6 - Splunk Documentation. docs.splunk.com (англ.). Процитовано 4 травня 2018.
14. ↑  Welcome to Splunk Enterprise 7.1 - Splunk Documentation. docs.splunk.com (англ.). Процитовано 4 травня 2018.